# AACR2
AACR2R je zkratka pro angloamerická katalogizační pravidla, druhé vydání. Jsou publikována Americkou knihovnickou asociací (ALA), Kanadskou knihovnickou asociací (CLA) a Britským institutem pro knihovníky a informační pracovníky (CILIP). Editorem je Michael Gorman, knihovnik narozený v Británii a žijící v Chicagu. AACR2R byla vytvořena pro užívání při konstrukci katalogů a jiných listů v knihovnách všech velikostí. Pravidla pokrývají popis, umístění atd. všech archivovaných dokumentů (od tištěných po elektronické) v knihovnách a institucích.

## Historie
Při tvorbě katalogů a třídění knih v knihovnách a institucích se objevila potřeba jednotného zpracování katalogizačních záznamů. Zpočátku vznikala pravidla uplatňovaná pouze u jednotlivých knihoven a institucí, ale v tomto případě to byla spíše snaha o zachování tradice toho, jak se v které určité knihovně dokumenty zpracovávaly. Později s narůstajícím počtem knih a nutností jejich evidence vzniká potřeba existence pravidel uplatňovaných ve více knihovnách – obvykle bylo jejich používání vázáno na území jednoho státu. Ve 20. století je počátek mezinárodního sjednocování katalogizačních pravidel – vytvoření jednotných pravidel v různých zemích na základě společné dohody.

### Vznik AACR
V roce 1966 Americká knihovnická asociace (ALA) a Britský institut pro knihovníky a informační pracovníky (CILIP) uzavřely dohodu o spolupráci na textu pravidel, která vyšla roku 1967 a nazývají se Anglo-American Cataloguing Rules (AACR). A i přes název anglo-americké bylo první vydání AACR v roce 1967 poněkud rozdílné u severoamerických a britských textů.

### AACR2R
V roce 1978 přichází 2. vydání těchto pravidel – spolupracovala na nich i kanadská asociace Canadian Library Association (CLA). V tomto vydání již bylo zohledněno automatizované zpracování dokumentů, stanoven způsob zpracování neknižních dokumentů a dohoda o přizpůsobení se ISBD. Druhé vydání tedy sjednotilo dvě sady pravidel a přineslo je jako mezinárodní normu pro bibliografický popis. Tato pravidla jsou již určena pro tvorbu katalogů a jiných soupisů v univerzálních knihovnách všech velikostí, sledují pořadí činností katalogizátora ve většině knihoven, které vytvářejí identifikační záznamy manuálně, bez výpočetní techniky.

### Aktualizace a reedice AACR2R
V průběhu let bylo AACR2R příležitostně aktualizováno a bylo výrazně reeditováno v roce 1988 (2. vydání, revize 1988) a 2002 (2. vydání, revize 2002). V roce 2002 revize zahrnovala podstatné změny v sekci pro neknižní materiály. Plán ročních aktualizací začal v roce 2003 a skončil v roce 2005. AACR2R byla poté následována Sadou směrnic pro knihovní katalogizaci (RDA), které byly vydány v červnu 2010. RDA prošlo v nedávné době oficiálním testem v Knihovně kongresu, Národní lékařské knihovně (United States National Library of Medicine) a několika dalších institucí.

## Části AACR2R

### 1. část
- zahrnuje informace o popisu katalogizované jednotky (bibliografický popis)
- a) všeobecná část – společná pro všechny druhy dokumentů
- b) pravidla pro popis speciálních dokumentů

### 2. část
- a) stanovení a tvorby záhlaví (selekčních údajů)
- b) vytváření odkazů k těmto záhlavím

- v obou částech – pravidla postupují od obecného ke zvláštnímu
- v závěru jsou přílohy, které udávají pravidla pro psaní zkratek, velkých písmen a číslovek